# Neotermes connexus
Neotermes connexus är en termitart som beskrevs av John Otterbein Snyder 1922. Neotermes connexus ingår i släktet Neotermes och familjen Kalotermitidae. Inga underarter finns listade i Catalogue of Life.